# 皮爾斯菲爾德 (紐約州)
皮爾斯菲爾德（英語：Piercefield）是一個位於美國紐約州聖羅倫斯縣的鎮。

## 人口
根據2020年美國人口普查的數據，皮爾斯菲爾德的面積為287.66平方千米，當中陸地面積為269.76平方千米，而水域面積為17.90平方千米。當地共有人口282人，而人口密度為每平方千米1人。